# Оберіг (універсальна клініка)

https://oberig.ua/

Медичний центр "Універсальна клініка «Оберіг» (ТОВ «Капитал») — приватний багатопрофільний лікувально-діагностичний центр, заснований у травні 2008 року. Має вищу категорію державної акредитації (Акредитаційний сертифікат серія МЗ №015655 від 13 грудня 2023 р., дійсний до 12 грудня 2026 р). за всіма напрямками медичної практики, передбаченими ліцензією Міністерства охорони здоров'я України. Серія АГ №599781 від 17.01.2012. 

## Основна інформація
Медичний центр «Оберіг» розпочав свою роботу в травні 2008 року. Клініку обладнано найновішим устаткуванням для лікування та діагностики захворювань (МРТ, МСКТ, УЗД, рентген, мамографія, денсітометрія тощо). Окрім того, структура центру включає клініко-консультативну та дитячу поліклініки, дитячі та дорослі стаціонари, власні клінічну лабораторію та патогістологічний центр, службу невідкладної допомоги та численні спеціалізовані медичні центри.
Ведення медичної практики у «Оберезі» базується виключно на рекомендаціях доказової медицини в рамках чинних стандартів, використанні локальних клінічних протоколів та локального формуляру лікарських засобів. У клініці створено систему надання допомоги, що охоплює цикл дій від моменту звернення за допомогою до повного одужання чи максимально можливого відновлення пацієнта.
Однією з особливостей роботи клініки є практика створення багатопрофільних команд спеціалістів, що здатні комплексно оцінити складні медичні ситуації. Наприклад, у інсультному центрі над лікуванням та реабілітацією пацієнтів працює мультидисциплінарна команда лікарів (кардіологи, неврологи, анестезіологи, урологи, реаніматологи тощо), реабілітологів (терапевти мови та мовлення, нейропсихологи, кінезі- та ерготерапевти), спеціалізованих інсультних сестер та фахівців з догляду за хворими.
На базі клініки функціонує медична школа післядипломної освіти, що співпрацює з Національним медичним університетом імені О. О. Богомольця. Окрім того, «Оберегом» було встановлено персональні стипендії для студентів НМУ, що мають особливі освітні та наукові здобутки.
Восени 2016 року «Оберіг» став переможцем інвестиційного конкурсу на будівництво сучасного медичного центру на території Київської міської клінічної лікарні № 14, що на вулиці Зоологічній. Будівництво центру розпочалося в листопаді 2017 року. Відкриття нового корпусу відбулося влітку 2020 року. Його загальна площа становить близько 25 тис. м2. Це єдина будівля в Україні медичного центру, що збудована за іспанським енергоощадним проектом. У новій будівлі розташовані шість операційних, обладнаних за останнім словом техніки, три цілодобові стаціонари на 91 місце, денний стаціонар на 17 місць, відділення інтенсивної терапії для 8 пацієнтів та більше 30 кабінетів лікарів. 
Також в центрі працює онкоцентр з відділенням променевої терапії (2 бункери), лабораторія, реабілітаційне відділення, діагностичне відділення (2 КТ, МРТ 1,5 та 3 Тесла з блоком для досліджень печінки LiverLab, рентген, УЗД експертного класу, рН-імпендансметрія, цілодобовий кардіомоніторинг, електроенцефалографія, гістероскопія тощо), ендоскопічне відділення. Особливістю клініки "Оберіг" є інноваційні інженерні рішення для бездоганної інфекційної безпеки та система контролю інфекційної безпеки. Клініка обладнана власним підземним паркінгом, має власний харчоблок та аптеку. В клініці впроваджені надійні системи зберігання та захисту персональних та медичних даних. 
2017 року Універсальна клініка «Оберіг» увійшла до п'ятірки найкращих медичних центрів України, що спеціалізуються на наданні послуг МРТ та КТ. Того ж року було укладено договір про співпрацю з каталонським Інститутом онкології Басельга, що дозволило українським лікарям брати участь у наукових дослідженнях закладу та надавати медичну допомогу у відповідності до стандартів світового лідера з лікування онкозахворювань.
Відповідаючи світовим стандартам якості надання лікувально-діагностичної допомоги та будучи потужною клініко-лабораторною та інструментальною базою, клініки "Оберіг" є медичним закладом, де виконуються клінічні дослідження інноваційних ліків в рамках міжнародних досліджень. Це клінічні випробування ліків для лікування уражень слухового нерва, лікування раку легень, лікування резистентних форм запальних захворювань кишечника (хвороба Крона, неспецифічний виразковий коліт), системний мастоцитоз та інш. Клініка "Оберіг" є партнером компанії FutureMed та виступає клінічною базою для міжнародних клінічних дослідженнь, завдяки чому українські пацієнти можуть отримати інноваційне лікування безоплатно.  
Про соціальну відповідальність бізнесу
Влітку 2022 р. в клініці «Оберіг» започаткована ініціатива безоплатного лікування та реабілітації українців, що постраждали від війни. Протягом року до цієї ініціативи долучилися благодійні фонди та бізнес-партнери, аби якомога більше постраждалих могли отримати якісну медичну допомогу та відновити втрачене здоров’я. На сьогоднішній день в клініці щомісячно проходять лікування та реабілітацію понад півсотні постраждалих від війни. 

## Структура
Дані наведено станом на 1 листопада 2024 року.
- Гастроцентр
- Дитячий алергоцентр
- Діагностичне відділення
- Інсультний центр
- Поліклініка
- Лабораторія
- Невідкладна допомога
- Патогістологічний центр
- Педіатрична служба
- Стаціонар для дорослих
- Центр променевої терапії
- Центр здоров'я жінки
- Центр інноваційних технологій в дитячій хірургії
- Центр хірургії підшлункової залози, печінки та трансплантації»
- Центр реконструктивної та пластичної хірургії нервів
- Центр проктології
- Центр психосоматики та депресій
- Центр ендоскопії та малоінвазивної хірургії

## Кадровий склад

### Керівництво
Дані наведено станом на 25 липня 2025 року.
- Генеральний директор — Рибчук Віктор Олександрович
- Медичний директор — Парій Валентин Дмитрович
- Заступник медичного директора — Бабенко Інна Борисівна
- Заступник генерального директора - Палій Максим Ігорович

### Провідні фахівці
Штат «Оберегу» складається з висококваліфікованих фахівців, велику кількість з яких відзначено почесним званням «Заслужений лікар України», зокрема Інну Бабенко, Віталія Бараненка, Марину Гуляєву, Володимира Ліщука,  Валентина Парія, Наталію Рєпіну, Юрія Фломіна, Лілію Таран, Ігоря Роздобудько, Олену Червонопиську, Вадима Данькевича.
Керівник Центру хірургії підшлункової залози, печінки та трансплантації - Олег Геннадійович Котенко -  лікар-онкохірург, лікар-трансплантолог (дитячий та дорослий), доктор медичних наук, професор, лауреат Державної премії України в галузі науки і техніки (2008 р.), який має понад 36 років медичного стажу. Під його керівництво клініка "Оберіг" стала лідером в Україні за кількістю родинних трансплантацій печінки у 2023 році за даними Українського центру трансплант-координації. В липні 2025 року Олег Геннадійович Котенко нагороджений Грамотою Верховної Ради України "За заслуги перед українським народом" (Наказ №498-К від 9 липня 2025 р.).
Завідувач відділенням ендоскопії та малоінвазивної хірургії, кандидат медичних наук, Владислав Яковенко є активним членом Європейської асоціації ендоскопії шлунково-кишкового тракту (ESGE), Міжнародного співтовариства з ендоскопічного ультразвуку (EGEUS), Всесвітньої ендоскопічної організації (WEO), Російської асоціації спеціалістів з ендоскопічного ультразвуку (RASEUS), Російської гастроентерологічної асоціації (RGA), Російської ендоскопічної спільноти (РОЭНДО), Асоціації лікарів-ендоскопістів України, Товариства хірургів міста Києва і Київської області. Лікар відділення ендоскопії та малоінвазивної хірургії Євген Васильович Негря нагороджений Грамотою Верховної Ради України "За заслуги перед українським народом" (Наказ №498-К від 9 липня 2025 р.). 
Керівник Центру психосоматики та депресій Сергій Маляров, кандидат медичних наук, протягом 1996—1997 років працював викладачем-стажистом кафедри психіатрії Іллінойського університету в Чикаго, після чого понад 15 років очолював консультативне відділенням психоневрологічної лікарні № 2 міста Києва. Наразі є дійсним членом Європейської асоціації психіатрів (EPA) та співавтором діючих в Україні стандартів лікування психологічних розладів.
Очільниця гастроцентру, доктор медичних наук, Галина Соловйова має у своєму доробку понад 70 наукових робіт в сфері гастроентерології та терапії в національних і міжнародних виданнях. Є постійним учасником засідань Європейського панкреатологічного клубу (EPC), неодноразово запрошувалася у ролі доповідача на Конгрес гепатологів країн Азії.
Керівник Центру інноваційних технологій в дитячій хірургії та урології, кандидат медичних наук, Олег Годік є дійсним членом Європейської асоціації дитячих хірургів (EUPSA) та Міжнародної групи педіатричної ендохірургії (IPEG). Проходив численні курси спеціалізації у провідних клініках Москви, Праги, Делі, Сан-Дієго, Денверу та Единбургу. Автор 59 наукових робіт.
Керівник Центру здоров'я жінки, кандидат медичних наук, Володимир Ліщук протягом багатьох років займається науково-практичною роботою з проблем ендометріозу. Бере активну участь в організації та проведенні щорічної науково-практичної конференції «Нове обличчя гінекологічної хірургії». Лікар має чималий досвід лікування міоми матки, опущення і випадіння статевих органів, стресового нетримання сечі. У своїй практичній роботі використовує як традиційні, так і сучасні (лапароскопічні, гістероскопічні) методи хірургічного лікування гінекологічних захворювань. 
Кадровий потенціал:
- Понад 600 співробітників

- 143 лікаря-спеціаліста, з них:

- 8 професорів
- 10 докторів медичних наук
- 12 заслужених лікарів України,
- 3 заслужених працівники охорони здоров’я
- 27 кандидатів медичних наук
- 10 лікарів-інтернів — молоді таланти

Універсальна клініка «Оберіг» є університетською клінікою Національного медичного університету імені О.О. Богомольця. В клініці проходять навчання як студенти, так і інтерни. 
Клініці "Оберіг" виказали довіру світові лідери у виробництві високотехнологічного медичного обладнання Siemens, Varian, уклавши угоду на відкриття регіональних референтних центрів для навчання лікарів. 
"Оберіг" сьогодні - це:
- 148 ліжок в 6 стаціонарних відділеннях.
- 16 ліжок інтенсивної терапії.
- 17 ліжок денного стаціонару.
- 6 операційних.
- більше 600 співробітників.
- найпотужніший діагностичний центр в Україні: 2 нові апарати МРТ (1,5 і 3 Тесла), 3 нові КТ (128, 64, 20 зрізів), 16 апаратів УЗД (із них 6 експертного рівня), мамограф із томосинтезом, рентген-апарат для проведення денсітометрії.
- більше 50 клініко-консультативних кабінетів.
- власні лабораторія та патогістологічний центр.